# Hans Tilkowski
Hans Tilkowski (Dortmund, 12 de julio de 1935-5 de enero de 2020) fue un futbolista y entrenador de fútbol alemán que se desempeñaba como guardameta. En dicha posición, jugó 218 partidos en la antigua liga "Oberliga West" con el Westfalia Herne, durante 8 temporadas (55-63), consagrándose con el campeonato nacional de liga, en la temporada 58/59.  Jugó para Alemania Occidental y fue miembro del equipo subcampeón de la final de la Copa del Mundo de 1966 ante Inglaterra. Su último club fue el Eintracht de Frankfurt.

## Carrera como jugador
Nacido el 12 de julio de 1935 en Husen, Dortmund, creció en una familia humilde, siendo hijo de un minero. La familia de Hans vivía en una colonia minera directamente en la línea ferroviaria de Kamen-Dortmund.  Hans fichó a la edad de once años(1946) por el SV Husen 19, donde en un primer momento se destacó como extremo derecho y luego se convirtió en portero. En 1949 a la edad de catorce años pasó al equipo juvenil de SuS Kaiserau y desde 1955 jugó en la primera liga con el Westfalia Herne. Con dicho club Tilkowski levantó la Oberliga West en 1959. Cuatro años más tarde, en 1963 el guardameta fichó por el Borussia Dortmund donde jugó hasta 1967.Allí en Dortmund obtuvo sus mayores hitos cuando levantó la Copa de Alemania de 1965 y la Recopa de Europa de 1966. Se convirtió en el primer guardameta en recibir el premio de Futbolista del Año en Alemania, tras conseguir el título de la Copa de Alemania ante el Alemannia Aachen con el Dortmund.

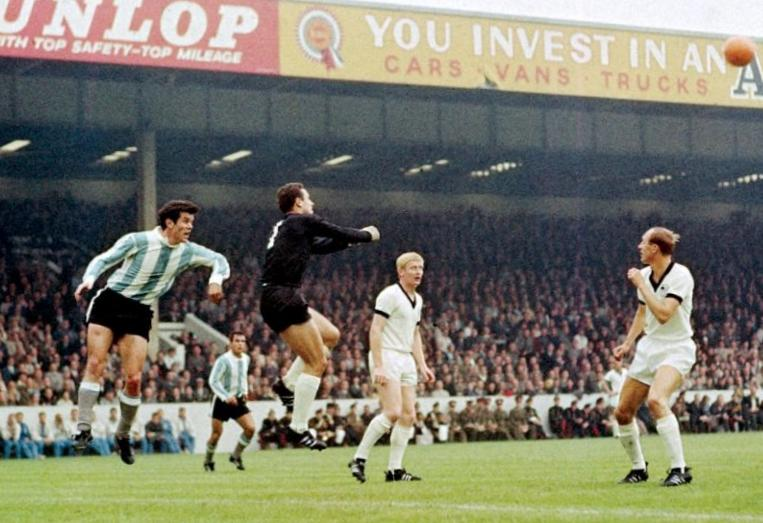
Solari, Más, Tilkowski, Schnellinger y Schulz en el Mundial de 1966

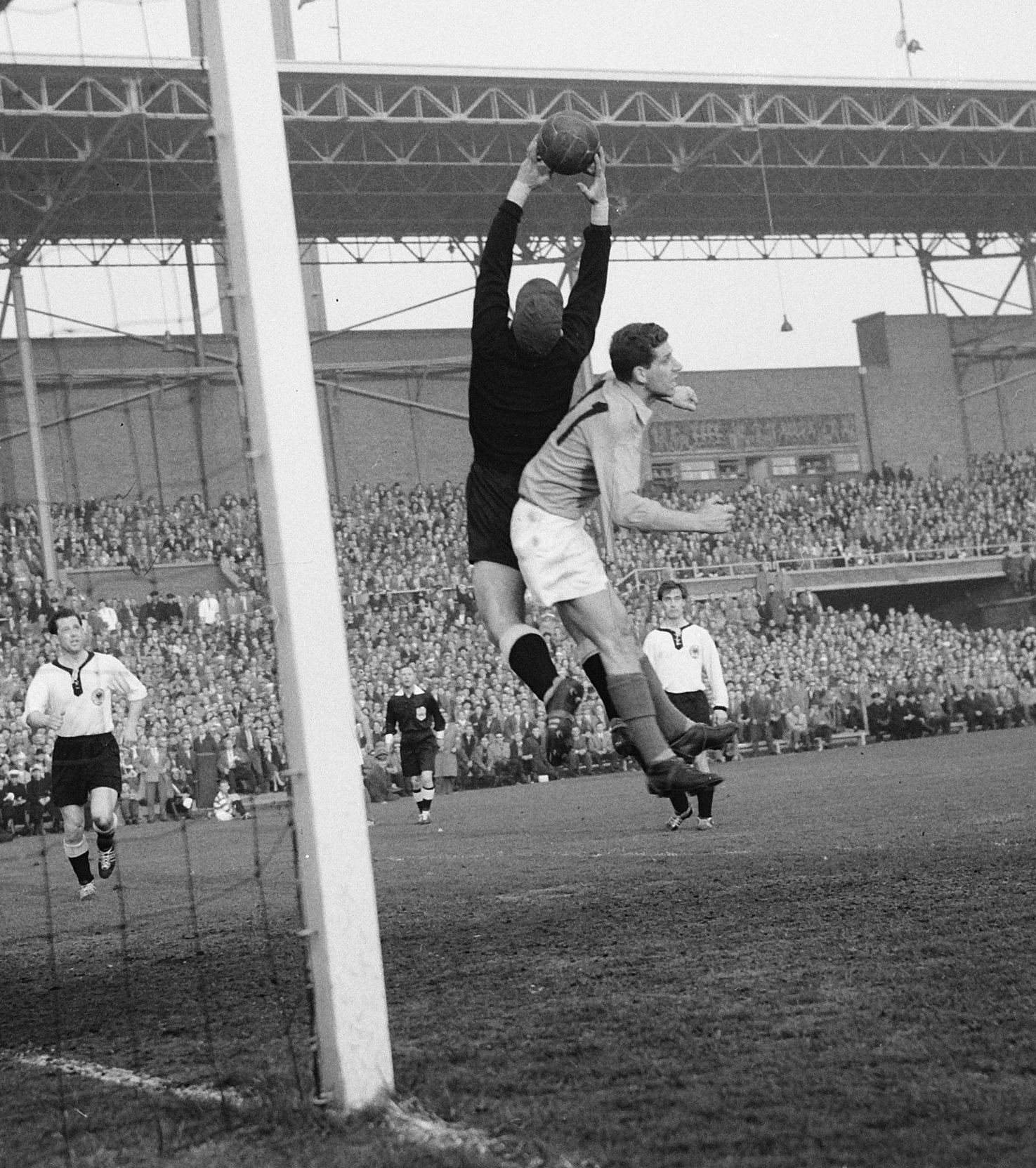
El portero alemán Hans Tilkowski en un duelo con el centrocampista neerlandés Cor van der Gijp (3 de abril de 1957)

Hans Tilkowski debutó con la selección nacional de Alemania Occidental en 1957. Se esperaba la titularidad de Hans Tilkowski en la Copa del Mundo de Chile 1962, pero el director técnico Sepp Herberger decidió poner a Fahrian en su lugar el día antes del partido inaugural contra Italia. Tilkowski amenazó con nunca volver a jugar para la selección alemana, en un episodio de ira destruyó su habitación de hotel y no jugó para la selección alemana durante dos años. El guardameta volvió a ser convocado con el nuevo entrenador Helmut Schön, Tilkowski fue la primera opción en portería para la Copa Mundial de la FIFA de 1966 en Inglaterra. En "la final de Wembley", Alemania se enfrentó a la selección anfitriona. Tilkowski terminó perdiendo 4-2 ante Inglaterra. Sin embargo, el momento más recordado de ese partido fue el controvertido gol de Geoff Hurst en la prórroga. Hurst lanzó un potente disparo que rebotó en el travesaño, cayendo cerca de la línea de gol, el balón fue despejado por el defensa Wolfgang Weber. Según la versión alemana, el balón no cruzó completamente la línea de gol, sin embargo, el árbitro suizo Gottfried Dienst y el juez de línea soviético Tofiq Bahramov validaron el gol, otorgando la ventaja a Inglaterra. Jugó un año más para Alemania Occidental, antes de ser remplazado en la selección alemana por el histórico guardameta Sepp Maier. 
Tilkowski se convirtió en entrenador en 1970, entrenó a 1.FC Núrnberg, Werden Bremen, TSV 1860 Múnich, FC Saarbrúcken y al AEK Atenas

## Carrera como entrenador
Hans, aprovecho su estadía en Fráncfort del Meno para en 1970, obtener su diploma como profesional del fútbol en la Universidad del Deporte de Colonia, consiguiendo el título con la mayor puntuación posible y siendo así el mejor de su año. El guardameta recibió una oferta para ser entrenador provisional del Werden Bremen, club que buscaba una solución rápida, Tilkowski aún tenía contrato con el Eintracht de Frankfurt que acababa el 30 de junio, el Werder Bremen resolvió este asunto y el técnico amateur, se hizo cargo del equipo en la Bundesliga, como remplazo de Fritz Rebell quien no tuvo un buen desempeño, y salió del club el 16 de marzo de 1970. Al día siguiente, Tilkowski se hace cargo del equipo, el Werder Bremen terminó la temporada en media tabla (el puesto 11). Tilkowski solo se quedó hasta junio, los "Verdi-Blancos", ya habían fichado a un técnico más experimentado como Robert Gebhardt para la nueva temporada 1970/71.
El siguiente paso del entrenador fue el TSV 1860 Múnich, el ex-guardameta se hizo cargo de los leones, que acababan de sufrir el descenso. Con el club con problemas financieros, terminó cuarto en la temporada 1970/1971. Al año siguiente en la temporada 1971/1972 terminó tercero perdiendo el ascenso a la Bundesliga, antes del inicio de la siguiente temporada (1972/1973), el equipo logró fortalecerse con jugadores tales como Ferdinand Keller y Hajo Weller. Sin embargo el TSV 1860 Múnich no tuvo una buena temporada, esto supuso la salida de Tilkowski del equipo, quien salió el 31 de agosto de 1972 durante los Juegos Olímpicos de Múnich, quien fue relevado por el entrenador rumano Elek Schwartz.
Su siguiente parada fue el 1. F. C Núremberg, donde llegó el 1 de junio de 1973, el entrenador ahora con más experiencia, logró llevar al equipo a un 2.º puesto y, por lo tanto, a la ronda de ascenso de la Bundesliga. Allí perdió el ascenso. En el primer año de la recién introducida 2.ª Bundesliga(1974/75), Núremberg terminó en 6.º lugar. En el segundo año, en la temporada 1975/76, Tilkowski terminó en 2.º lugar logrando así la posibilidad de  disputar dos play-offs para el ascenso a la Bundesliga contra el Borussia Dortmund. Los negriamarillos, que se impusieron en ambos partidos, con una victoria por 1-0 en Núremberg y la vuelta se disputó en Dortmund ante 53.700 espectadores. El partido acabó en 3-2 a favor del Borussia Dortmund con un gol de Lothar Huber al '89. Después de tres años, Tilkowski dejó el club y regresó al Werder Bremen en 1976. En el primer año en el equipo "Verdi-Blanco", la temporada (1976/77), llevó al club  a una posición de media tabla nuevamente al puesto 11, igual que como hace 6 años. A mediados de la segunda temporada, el 19 de diciembre de 1977, Tilkowski dejó el equipo menos de 24 horas antes de los cuartos de final de la Copa de Alemania, después de que un jugador anónimo le informara, en contra del acuerdo interno del equipo, del resultado de una votación de jugadores en la que tres cuartas partes de los jugadores se habían pronunciado en contra de su permanencia.  Dado que la junta también fue informada, Tilkowski se creyó víctima de un complot y renunció, aceptando que no recibiría los salarios pendientes correspondientes.
Ya el 22 de febrero de 1978, regresó como entrenador del F. C. Saarsbrücken, equipo que se encontraba amenazado por el descenso. Sin embargo, su intento de permanecer en la Bundesliga fracasó; El F. C. Saarbrücken descendió a la 2.ª Bundesliga quedando en el puesto 17 con 22 puntos en 34 partidos. Debido al descenso el entrenador salió del club. En 1981, tuvo otra oportunidad como entrenador, cuando el club griego AEK Atenas atrajo a Tilkowski. Después de nueve meses en el club, terminó su carrera como entrenador de fútbol, años después en su biografía dijo:

"Der bezahlte Fußball ist nicht mehr meine Welt. Zunehmend stärker dominiert das Geld alle Entscheidungen, und bei vielen Spielern klafft die Schere zwischen den finanziellen Ansprüchen und der Leistungsbereitschaft immer weiter auseinander. In diesem Gewerbe, das ist mir bewusst geworden, hole ich mir Magengeschwüre, weil ich zu viel von dem hinunterschlucken muss, was mir auf der Zunge liegt. Und wenn ich es herauslasse, wie es meinem Naturell entspricht, bin ich ohnehin der Dumme"
"El fútbol de pago ya no es mi mundo. El dinero domina cada vez más todas las decisiones y, para muchos jugadores, la brecha entre las demandas financieras y la voluntad de rendir es cada vez mayor. En este negocio, me he dado cuenta de que tengo úlceras estomacales porque tengo que tragar demasiado de lo que tengo en la lengua. Y si lo dejo salir, como conviene a mi naturaleza, soy el estúpido de todos modos".
Hans Tilkowski

## Trayectoria

### Clubes
| Club                                    | Div.          | Temporada     | Liga  | Liga  | Liga          | Otras competiciones | Otras competiciones | Otras competiciones | Total | Total | Total         |  |
| Club                                    | Div.          | Temporada     | Part. | Goles | Valla Invicta | Part.               | Goles               | Valla Invicta       | Part. | Goles | Valla Invicta |  |
| --------------------------------------- | ------------- | ------------- | ----- | ----- | ------------- | ------------------- | ------------------- | ------------------- | ----- | ----- | ------------- |  |
| Westfalia Harne Alemania Occidental     | 1.ª           | 1955-56       | 26    | 50    | 5             | -                   | -                   | -                   | 26    | 50    | 5             |  |
| Westfalia Harne Alemania Occidental     | 1.ª           | 1956-57       | 30    | 38    | 8             | 2                   | 5                   | -                   | 32    | 43    | 8             |  |
| Westfalia Harne Alemania Occidental     | 1.ª           | 1957-58       | 29    | 49    | 3             | -                   | -                   | -                   | 29    | 49    | 3             |  |
| Westfalia Harne Alemania Occidental     | 1.ª           | 1958-59       | 30    | 23    | 13            | 7                   | 16                  | 1                   | 37    | 39    | 14            |  |
| Westfalia Harne Alemania Occidental     | 1.ª           | 1959-60       | 23    | 27    | 10            | 7                   | 16                  | 1                   | 30    | 43    | 11            |  |
| Westfalia Harne Alemania Occidental     | 1.ª           | 1960-61       | 28    | 44    | 5             | -                   | -                   | -                   | 28    | 44    | 5             |  |
| Westfalia Harne Alemania Occidental     | 1.ª           | 1961-62       | 27    | 41    | 8             | 1                   | 3                   | -                   | 28    | 44    | 8             |  |
| Westfalia Harne Alemania Occidental     |               | 1962-63       | 25    | 52    | 3             | -                   | -                   | -                   | 25    | 52    | 3             |  |
|                                         | Total club    | Total club    | 218   | 324   | 55            | 17                  | 40                  | 2                   | 235   | 364   | 57            |  |
| Borussia Dortmund Alemania Occidental   | 1.ª           | 1963-64       | 21    | 37    | 5             | 7                   | 11                  | 2                   | 28    | 48    | 7             |  |
| Borussia Dortmund Alemania Occidental   | 1.ª           | 1964-65       | 17    | 24    | 4             | 3                   | 6                   | 1                   | 20    | 30    | 5             |  |
| Borussia Dortmund Alemania Occidental   | 1.ª           | 1965-66       | 34    | 36    | 13            | 8                   | 11                  | 1                   | 42    | 47    | 14            |  |
| Borussia Dortmund Alemania Occidental   | 1.ª           | 1966-67       | 9     | 12    | 2             | -                   | -                   | -                   | 9     | 12    | 2             |  |
| Borussia Dortmund Alemania Occidental   | Total club    | Total club    | 81    | 109   | 24            | 18                  | 28                  | 4                   | 99    | 137   | 28            |  |
| Eintracht Frankfurt Alemania Occidental | 1.ª           | 1967-68       | 26    | 38    | 8             | 5                   | 8                   | -                   | 31    | 46    | 8             |  |
| Eintracht Frankfurt Alemania Occidental | 1.ª           | 1968-69       | 14    | 18    | 3             | 4                   | 1                   | 3                   | 18    | 19    | 6             |  |
| Eintracht Frankfurt Alemania Occidental | 1.ª           | 1969-70       | -     | -     | -             | -                   | -                   | -                   | -     | -     | -             |  |
| Eintracht Frankfurt Alemania Occidental | Total club    | Total club    | 40    | 56    | 11            | 9                   | 9                   | 3                   | 49    | 65    | 14            |  |
| Total carrera                           | Total carrera | Total carrera | 339   | 489   | 90            | 44                  | 77                  | 9                   | 385   | 566   | 99            |  |

### Selección nacional
| Selección           | Part. | Goles | Vallas Invictas | Debut     | Edad debut                | Entrenador debut | Retiro    | Rival Retiro |
| ------------------- | ----- | ----- | --------------- | --------- | ------------------------- | ---------------- | --------- | ------------ |
| Alemania Occidental | 39    | 41    | 15              | 1957/04/3 | 21 años 8 meses y 22 días | Sepp Herberger   | 1967/04/8 | Albania      |
| Total               | 39    | 15    | 15              | N/A       | N/A                       | N/A              | N/A       | N/A          |

### Copas del mundo
| Edición                        | Sede       | Part. | Goles | Vallas invictas | Puesto              | Rival      |
| ------------------------------ | ---------- | ----- | ----- | --------------- | ------------------- | ---------- |
| Copa Mundial de Fútbol de 1962 | Chile      | -     | -     | -               | Cuartos de final(7) | Yugoslavia |
| Copa Mundial de Fútbol de 1966 | Inglaterra | 6     | 6     | 3               | Subcampeón(2)       | Inglaterra |
| Total                          | Total      | 6     | 6     | 3               | -                   | -          |

### Entrenador
| Club           | País             | Temporadas |
| -------------- | ---------------- | ---------- |
| Werder Bremen  | Alemania Federal | 1970       |
| 1860 Múnich    | Alemania Federal | 1970-72    |
| FC Nürnberg    | Alemania Federal | 1973-76    |
| Werder Bremen  | Alemania Federal | 1976-77    |
| FC Saarbrücken | Alemania Federal | 1978       |
| AEK Atenas     | Grecia           | 1981       |

## Post-retiro

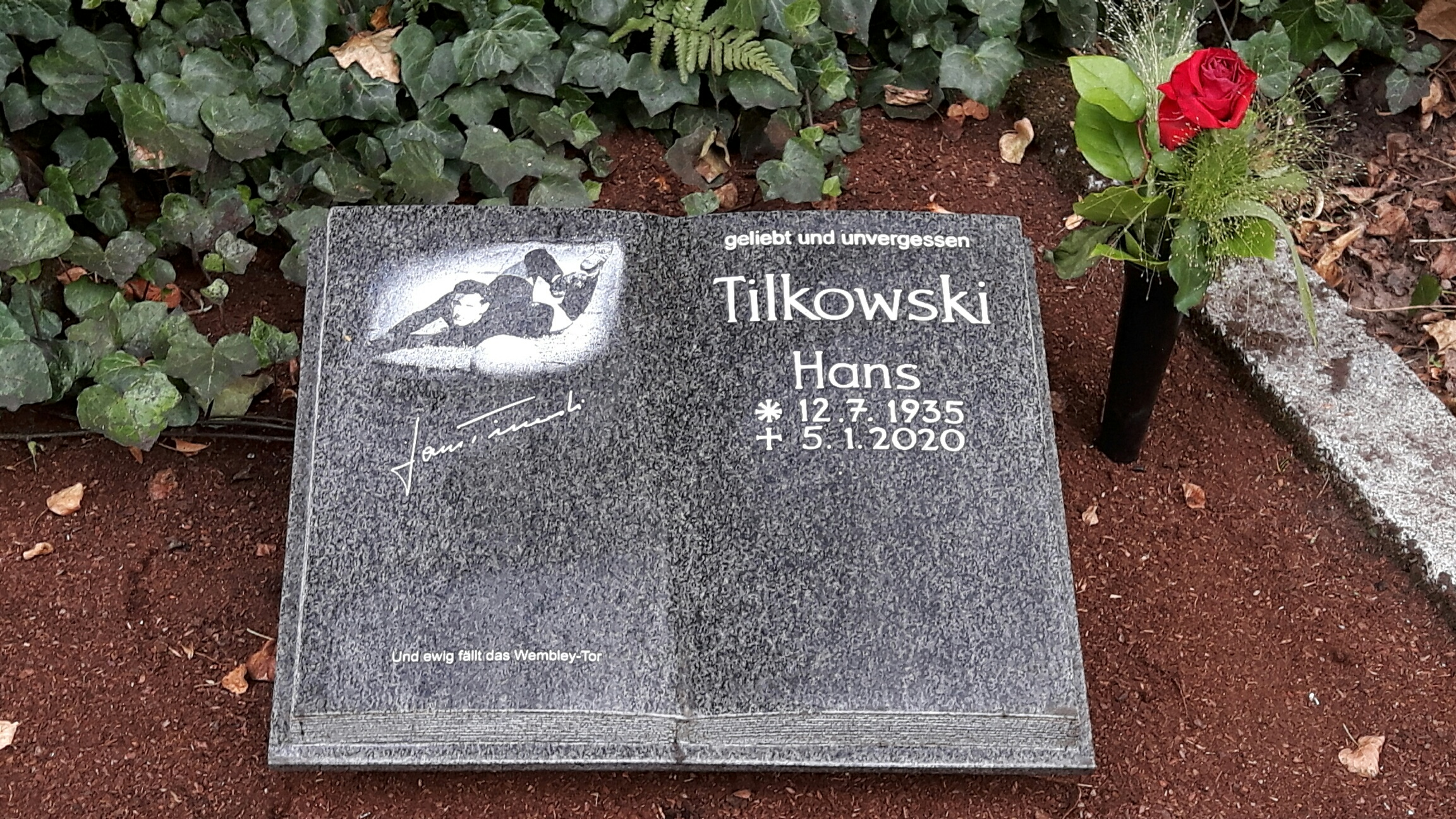
Tumba de Hans Tilkowski

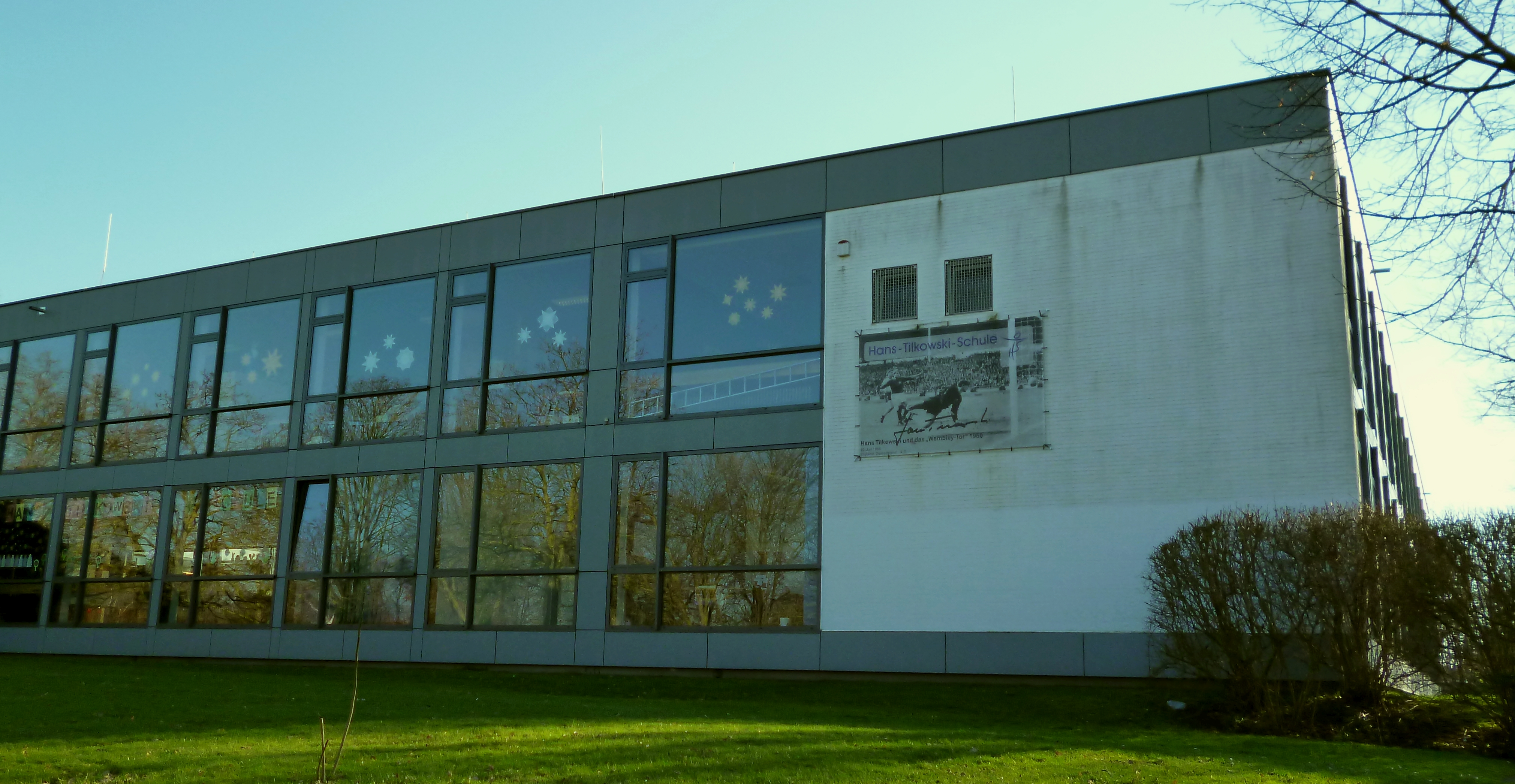
El edificio actual de la escuela Hans-Tilkowski-Schule

Después de terminar su carrera en el fútbol profesional como entrenador en 1982, Tilkowski realizó numerosas actividades benéficas con fines nobles, jugó por primera vez en el equipo de celebridades de Uwe Seeler, cuyo objetivo era benéfico. Después de eso, trabajó durante casi diez años en Stuttgart con el mismo objetivo, para el equipo de la empresa Toto Lotto. Jugó su último partido el 13 de septiembre de 1996 en Bad Urach, donde se rompió el tendón rotuliano. Debido a que su cuerpo ya no le permitía jugar, comenzó a organizar él mismo tipo de actividades sociales de caridad. El 17 de diciembre de 1997, se celebró la primera gala benéfica en el casino del Hohensyburg. Los ingresos netos de 150.000 marcos se destinaron a la Ayuda Alemana para la Investigación de la Leucemia y a la Reunión de Padres de Dortmund para Niños con Leucemia y Tumores.. Tilkowski fue el primer embajador honorario de la organización de ayuda Friedensdorf International. Había asumido el cargo honorífico en 2003. En total, sus invitados y simpatizantes donaron 35.257,79 euros .
Tilkowski recibió elogios especiales en 2009 por su discurso como invitado en Azerbaiyán. Con motivo de la presentación de una nueva escultura frente al estadio Tofiq Bəhramov de Bakú, Tilkowski había sido invitado oficialmente. Fue la inauguración de una escultura de bronce con la imagen de Tofiq Bəhramov, el juez de línea muy popular en Azerbaiyán que marcó el gol en la "Final de Wembley" de 1966.
Hans Tilkowski fue enterrado en el cementerio de Alsenborn en Enkenbach-Alsenborn.

## Palmarés como jugador

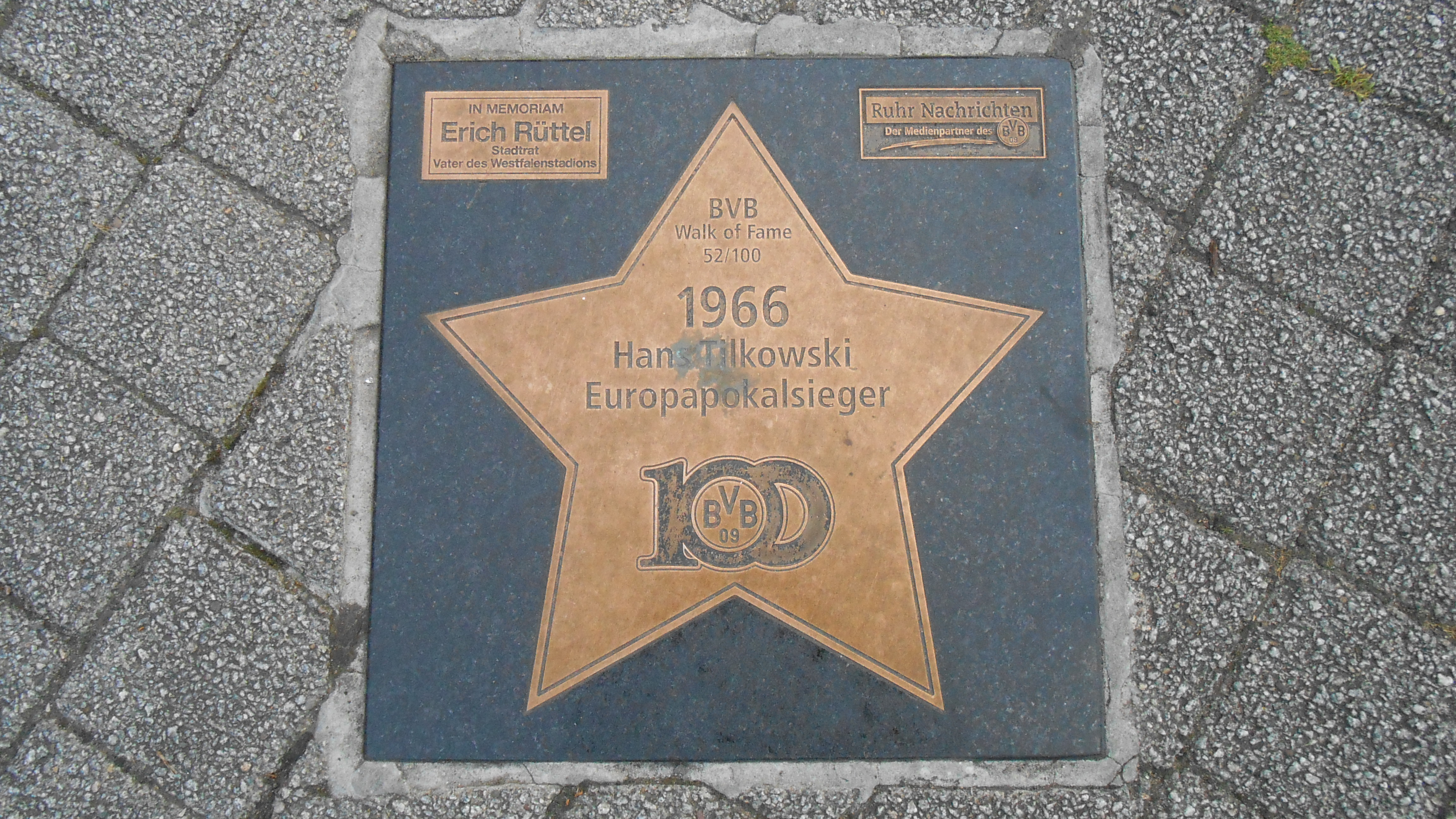
Placa de Hans Tilkowski en el Paseo de la Fama del Borussia Dortmund

### Clubes

#### Westfalia Herne
- Campeón de la Oberliga West: 1958/59

#### Borussia Dortmund
- Copa de Alemania: 1965
- Recopa de Europa: 1966
- Subcampeón de la Bundesliga: 1966

### República Federal de Alemania
Subcampeón de la Copa Mundial de la FIFA:1966

### Individual
- Futbolista Alemán del Año : 1965[30]
- Récord de "Valla invicta" del Borussia Dortmund (548 minutos) : 65/66[31]
- Reconocido en el puesto 34 como "Guardian del Siglo XX" por la IFFHS[32]
- Clasificación como clase mundial en el ranking del fútbol alemán: invierno 1959/60, 1960, invierno 1964/65, verano 1965, invierno 1965/66, verano 1966[33][34]

## Palmarés como entrenador
- Subcampeón de la Regionalliga Süd: 1974
- Subcampeón de la 2.ª Bundesliga con el 1. F. C. Núremberg: 1976[35]

## Premios y reconocimiento

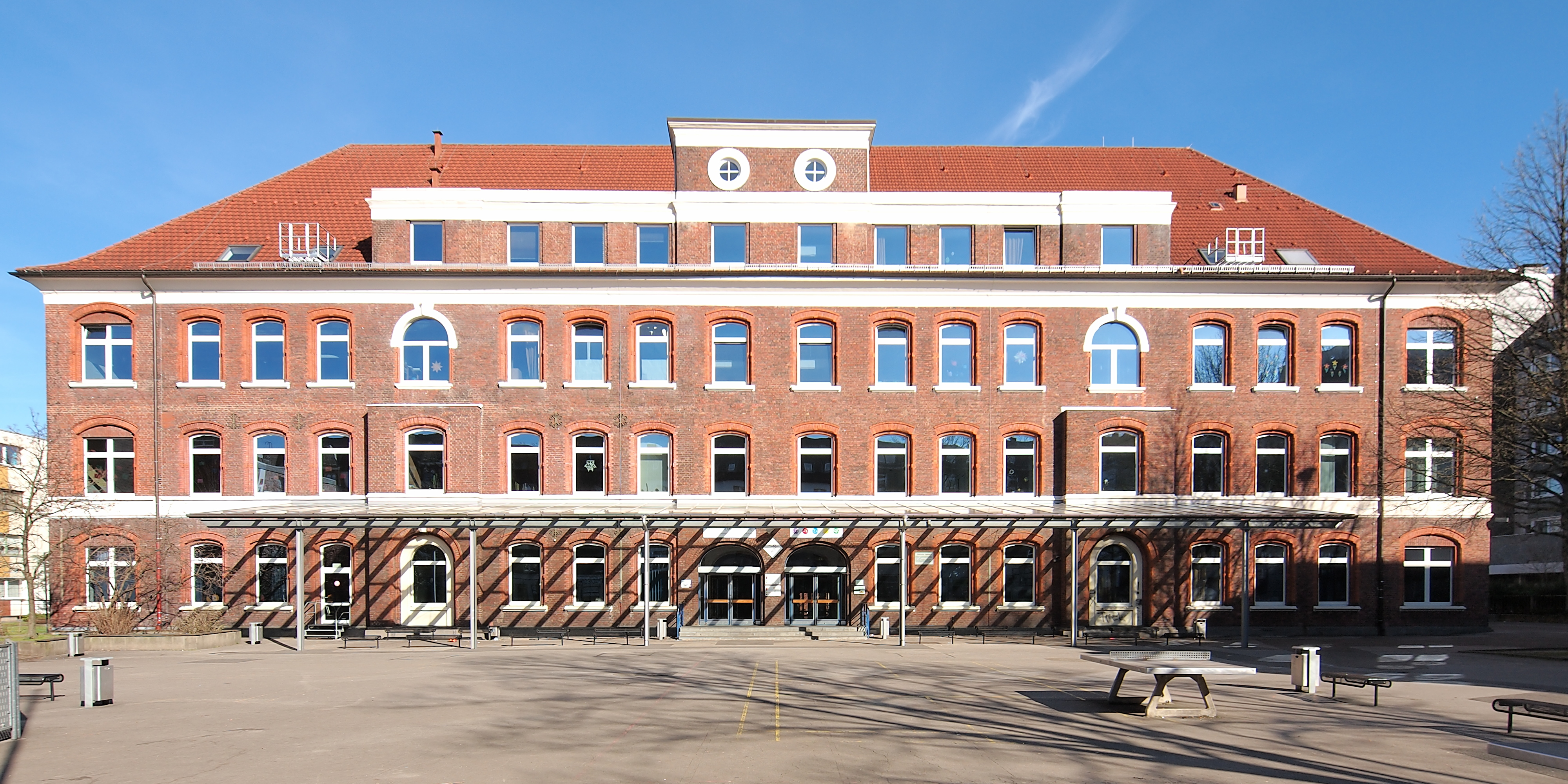
Imagen de la Hans tilkowski Schule

- 1991: Cruz Federal al Mérito (en cinta)

- 2000: Orden del Mérito del Estado de Renania del Norte-Westfalia
- 2008: Cruz Federal al Mérito (Primera Clase)[28]
- El 14 de octubre de 2008, la escuela secundaria de día completo en Nieuwstraat en Herne pasó a llamarse "Hans-Tilkowski-Schule" recibió el premio de deportes escolares de la Confederación Alemana de Deportes Olímpicos en 2012.[36][37]
- El 13 de julio de 2014, un nuevo edificio en los terrenos de la Escuela Deportiva Kaiserau de la Asociación de Fútbol y Atletismo de Westfalia recibió el nombre de Tilkowski.

## Obras
- Y el gol de Wembley cae para siempre. La historia de mi vida. Verlag die Werkstatt, Göttingen 2006, ISBN 3-89533-518-5.
- No tengas miedo de las tomas en vivo. Copress, Múnich 1965, DNB 455071500.